# Mormugao
Mormugao là một thành phố và là nơi đặt hội đồng đô thị (municipal council) của quận South Goa thuộc bang Goa, Ấn Độ.

## Nhân khẩu
Theo điều tra dân số năm 2001 của Ấn Độ, Mormugao có dân số 97.085 người. Phái nam chiếm 53% tổng số dân và phái nữ chiếm 47%. Mormugao có tỷ lệ 75% biết đọc biết viết, cao hơn tỷ lệ trung bình toàn quốc là 59,5%: tỷ lệ cho phái nam là 80%, và tỷ lệ cho phái nữ là 70%. Tại Mormugao, 11% dân số nhỏ hơn 6 tuổi.